# Angelina Beloff
Angelina Beloff (nascuda com a Anguelina Petrovna Belova; en rus, Ангелина Петровна Белова; Sant Petersburg, 23 de juny de 1879 – Ciutat de Mèxic, 30 de desembre de 1969) va ser una pintora i artista mexicana, amb orígens russos, que va desenvolupar gran part de la seva obra a Mèxic; no obstant això, va passar a la història més coneguda com la primera esposa de Diego Rivera, i la seva obra es va veure eclipsada per la d'ell, i la de les seves successives esposes.
Va estudiar art en l'Acadèmia Imperial de les Arts de la seva ciutat natal, i després va anar el 1909 a París per començar la seva carrera artística. Aquest mateix any va conèixer Rivera i s'hi va casar. El 1921 Rivera va tornar a Mèxic, la va deixar i se'n va divorciar. Ella mai es va tornar a casar. El 1932, a través dels seus contactes amb diversos artistes mexicans, va resoldre el patrocini per aconseguir viure de la seva feina al país. Va treballar com a professora d'art, creadora de xous de marionetes, i així va tenir una sèrie d'exhibicions de la seva obra en els anys 1950. La major part del seu treball el va fer a Mèxic, i va utilitzar la imatgeria de Mèxic, però el seu estil artístic va romandre a l'estil europeu.

## Biografia
Angelina Beloff era originària de Sant Petersburg (Rússia), i va créixer en una família d'intel·lectuals. El 1905, va ingressar a l'Acadèmia Imperial de les Arts, i posteriorment va ser animada pels seus professors a traslladar-se a França per continuar els seus estudis, la qual cosa va fer després que els seus pares van morir el 1909. Va viure a París, amb el suport del govern de Rússia, així com un fons fiduciari de la seva família, i va treballar en l'estudi d'Henri Matisse. Durant aquest temps, va anar desenvolupant el seu talent, amb l'aprenentatge de gravats en fusta i metall; i es va guanyar el reconeixement per la seva pintura i dibuix. També va treballar com a professora d'art.
Se'n va anar a França, perquè allí s'estava a l'avantguarda de les noves expressions de la pintura, que encara no havien arribat ni a Rússia ni a Mèxic. En aquell context, París atreia artistes de molts països. Va conèixer un nombre d'artistes mexicans a França i a Bèlgica i es va trobar amb Diego Rivera durant un dels seus viatges amb l'artista espanyola María Blanchard (1881-1932) cap a Brussel·les. A Rivera li va atreure summament i es van unir romànticament; i posteriorment es casarien a París el 1911. Van tenir de la unió, el 1917, un fill al que van anomenar Miguel Ángel Diego, que va morir de complicacions pulmonars, amb només catorze mesos. La vida de la parella a París no va ser fàcil, especialment en l'àmbit econòmic, sobretot durant la Primera Guerra Mundial, on es produïen escassetats d'articles de primera necessitat, així com dels subministraments artístics. Va treballar en diversos llocs de treball, sacrificant el seu propi desenvolupament creatiu perquè Rivera pogués pintar. Va deixar un diari de la seva vida amb Rivera, on descriu la seva vida privada, els seus intercanvis d'idees com a pintors i projectes de col·laboració, així com la interacció amb altres pintors del seu temps. Diego no va ser fidel a la seva dona. El 1921 José Vasconcelos va fer que Rivera tornés a Mèxic per pintar, després de la Revolució Mexicana. Beloff no l'acompanyaria, ja que no tenien prou diners per viatjar tots dos. Rivera mai va tornar a Europa ni tampoc va decidir reunir-se amb Beloff. Es va divorciar d'ella, però va seguir enviant-li diners per donar-li suport. Ella es va aïllar sentimentalment, després que Rivera es casés amb Guadalupe Marín.
Els seus gairebé dotze anys de relació amb Rivera li van donar determinats vincles artístics i personals amb Mèxic, i va mantenir amistat amb David Alfaro Siqueiros, Adolfo Best Maugard, Ángel Zárraga o Roberto Montenegro. Va ser convidada a anar a viure a Mèxic per part d'Alfonso Reyes i de Germán Cueto i va arribar a Mèxic el 1932. Encara que no formava part de l'esfera social i professional de Rivera, va tenir-ne la seva, tot i que això va significar que fos una mica marginada. Si bé es va trobar amb Rivera sovint, vivint a la ciutat de Mèxic, ella va tenir una delicada diplomàcia, i mai li ho va retreure i només es va burlar tímidament d'ell. Va viure trenta-set anys a Mèxic, on va prosseguir amb la seva carrera artística i on va fundar una sèrie d'institucions públiques dedicades a les arts. Va morir a la ciutat de Mèxic el 30 de desembre de 1969 als 90 anys.

## Carrera
Va treballar amb les tècniques de l'oli, aquarel·la, gravat, fotografia, arts gràfiques, titelles, guaixos, dibuix creant retrats, paisatges, il·lustracions educatives i altres escenes, escenaris i marionetes. Beloff va produir la major part del seu treball a Mèxic, que va ser sobretot la pintura, el gravat, i el teatre de marionetes. Com a pintora la seva obra principal van ser els retrats i aquarel·les. La majoria dels seus gravats van ser per a la il·lustració de llibres a Europa. Va ser una mestra en el dibuix, i va crear noves tècniques de gravat.
Va viure a Europa, fins a 1932, exposant regularment en el Saló de les Teuleries, el Salon des indépendants, i en altres galeries. A París va pintar retrats de diversos famosos mexicans que hi vivien. A Mèxic, des de principis de la dècada de 1950, va exhibir les seves obres a la Sala d'Art de la Secretaría de Educación Pública (la SEP), la Galeria d'Art Mexicà, i el Saló de la Plàstica Mexicana.
La majoria dels seus gravats, aquarel·les i olis han format part de col·leccions públiques i privades, incloses les del Museu d'Art Modern, el Museu Nacional d'Art, i la Col·lecció Blaisten. No obstant això, un gran nombre de les seves obres, sobretot de dibuixos i gravat en metall i fusta, són part de la col·lecció del Museu Dolores Olmedo. És la col·lecció més important de la seva obra, ja que conté una varietat de dibuixos, aquarel·les, gràfics i oli, mostrant la magnitud del seu talent. La col·lecció va ser adquirida pel museu el 1994, i amb l'excepció de l'oli titulat Tepoztlán, tots són de la seva època primerenca, creades a França en els anys 1910 i 1920. Inclouen trenta xilografies originals, encarregades per l'Editorial Arthem Fayard, per il·lustrar la novel·la Ariane, June fille russe de Claude Anet. Altres obres importants són aquarel·les, i de punta seca per il·lustrar Build a Fire de Jack London.
Beloff va ser una de la sèrie d'artistes estrangers convidats a Mèxic per ajudar a donar forma a l'escena cultural del país en les dècades posteriors de la Revolució mexicana. El 1932, va començar a treballar com a professora de dibuix i gravat, en les Escoles i Tallers de la Secretaría de Educación Pública, i més tard en l'Institut Nacional de Belles Arts. Gran part de la seva tasca docent estava relacionat amb la creació de teatre infantil, especialment marionetes, titelles i escenografia. En els anys 30, la SEP va donar suport a la creació de marionetes i de teatres de titelles, i Beloff va ser la principal promotora d'aquesta obra, ja que percebia que seria una altra forma d'ensenyar als estudiants. Va crear una sèrie de marionetes notables entre elles, una anomenada Pastillita. També va publicar Muñecos animados, historia, técnica y función educativa del teatro de muñecos en México y en el mundo el 1945.
Va ser membre de la Lliga d'Escriptors i Artistes Revolucionaris, que va funcionar des de 1934, la Societat Mexicana de Gravadors, el 1947, la Galeria Espira en els anys 1930, la Societat per a l'Impuls de les Arts Plàstiques, el 1948; i el Saló de la Plàstica Mexicana, el 1949.
Durant la seva vida, la seva obra va ser eclipsada per la seva relació amb Rivera, juntament amb les seves altres esposes, Guadalupe Marín i Frida Kahlo. La seva obra és pràcticament desconeguda a Rússia i a França, encara que sí és reconeguda per un nombre d'acadèmics d'aquests països. No hi ha col·leccions importants en la seva memòria, i exposicions de la seva obra han estat poc freqüents. Va haver-hi una mostra del seu treball, centrant-se en els seus gravats, en la dècada de 1980, en el Museu Casa Estudi Diego Rivera i Frida Kahlo. El 2012 va haver-hi una retrospectiva del seu treball en el Museu Mural Diego Rivera amb noranta peces. Fins i tot, les limitades edicions dels seus llibres, meticulosament il·lustrats amb els seus gravats en fusta, són pràcticament impossibles d'aconseguir.
S'han publicat dos llibres sobre la seva vida. Elena Poniatowska va escriure una novel·la el 1978, basada en la relació de Beloff amb Rivera anomenada Querido Diego, te abraza Quiela, que va ser adaptat per a la ràdio, i després traduït a l'anglès com a Dear Diego, with Love, Quiela. L'enfocament del llibre de Poniatowska va ser solidari amb Beloff i una crítica social de la submissió a l'autoritat masculina. No és una escriptora objectiva, sinó més aviat una defensora per a l'artista. La seva autobiografia En sus Memorias va ser publicada per la UNAM el 1986.

## Obra
La seva obra era una fusió d'estils europeus amb imatges i colors mexicans, i les seves principals influències artístiques van ser Matisse, Cézanne i Picasso. Les seves pintures mostren una major influència de Cézanne, a qui admirava i va conèixer a través de Rivera. Aquesta destacada influència es veu en la majoria de les naturalesa mortes, retrats, i en sèries de paisatges. Va evitar símbols nacionals mexicans en el seu treball, i va preferir recrear allò quotidià, un enfocament sobre els detalls. Una obra que mostra aquesta influència és Avenida Hidalgo vista des de Belles Arts (1949). Entre els seus retrats destacats, destaquen: Retrat de Susana Díaz de León (1948), que és una vista d'una nena asseguda en una cadira intentant arribar al pis amb els dits dels seus peus.

## Algunes publicacions
- angelina Beloff, raquel Tibol. 2000. Memorias. Vol. 15 de DiVersa Series (México D.F.) Col·laboració de Bertha Taracena. Edición ilustrada de UNAM, 146 pp. ISBN 968-36-8088-7, ISBN 978-968-36-8088-4 en línea[Enllaç no actiu]
- josé Kuri Breña. 1997. Angelina Beloff, Jose Kuri Breña. Nº 34 de Resumen (México D.F.) Editor Promoción de Arte Mexicano, 24 pp.
- petr pavlovich Ershov, angelina Beloff. 1990. El caballito jorobado. Biblioteca de Chapulin. 3ª edición de Dirección General de Publicaciones, Consejo Nacional para la Cultura y las Artes, 26 pp. ISBN 968-29-2490-1, ISBN 978-968-29-2490-3
- angelina Beloff, blanca Garduño. 1988. Angelina Beloff: ilustradora y grabadora: catálogo de las exposiciones realizadas en Museo Estudio Diego Rivera, Museo Casa Diego Rivera, Centro de Artes Visuales e Investigaciones Estéticas, Saltillo, Coahuila. Contribuidores Instituto Nacional de Bellas Artes (México), México. Secretaría de Educación Pública, Institut français d'Amerique latine (Mexico), Museo Estudio Diego Rivera (México), Museo Casa Diego Rivera (Guanajuato), Centro de Artes Visuales e Investigaciones Estéticas (Saltillo, Coahuila). Editor INBA, 95 pp.
- 1986. Angelina Beloff, su obra 1879-1969: exhibición: Museo del Palacio de Bellas Artes, abril/mayo. Contribuidores Museo del Palacio de Bellas Artes (Mexico), Instituto Nacional de Bellas Artes (Mexico). Editor SEP, 34 pp.
- inés Amor. 1967. Angelina Beloff: exposición-homenaje, Instituto Nacional de Bellas Artes [Galerías del Palacio de Bellas Artes, marzo-abril 1967]. Colaboró Instituto Nacional de Bellas Artes (México). Editor El Instituto, 1967
- 1945. Muñecos animados, historia, técnica y función educativa del teatro de muñecos en México y en el mundo. Editor Secretaría de educación pública, 209 pp.
- claude Anet, angelina Beloff. 1932. Ariane: jeune fille russe